# Šepseskafanch
Šepseskafanch byl vrchním lékařem na dvoře egyptských faraónů. Žil v období Páté dynastie (cca 2500 až 2350 př. n. l.). Byl zároveň knězem v několika slunečních chrámech.
Kamenná hrobka Šepseskafancha v Abúsíru byla objevena českým týmem egyptologů v roce 2013. Je 21 metrů dlouhá a 14 metrů široká. Její zdivo sahá do výše přes čtyři metry.
Nález hrobky byl časopisem Heritage Daily zařazen do žebříčku nejvýznamnějších archeologických objevů roku 2013 na 6. pozici.